# El famoso Bernardo
El famós Bernardo és una obra perduda de Miguel de Cervantes, mencionada per ell en a l'abril del 1616, a la seva dedicatòria al Comte de Lemos de Los trabajos de Persiles y Sigismunda.
No es coneixen gairebé dades d'aquesta obra més enllà del seu títol. Es creu que podria ser una biografia novel·lada sobre Bernardo del Carpio, heroi medieval, però no es pot assegurar amb propietat. L'hispanista Daniel Eisenberg, en una ponència davant l'Associació Internacional d'Hispanistes el 1983, va proposar que només podria ser una al·lusió a l'heroi castellà medieval Bernardo del Carpio. Atès que Cervantes creia que Espanya necessitava millors llibres de cavalleries, amb herois nacionals en comptes d'estrangers, i que n'havia començat un, és lògic que aquesta obra perduda fora la seva contribució al gènere.